# Bernard von Chrzanowski

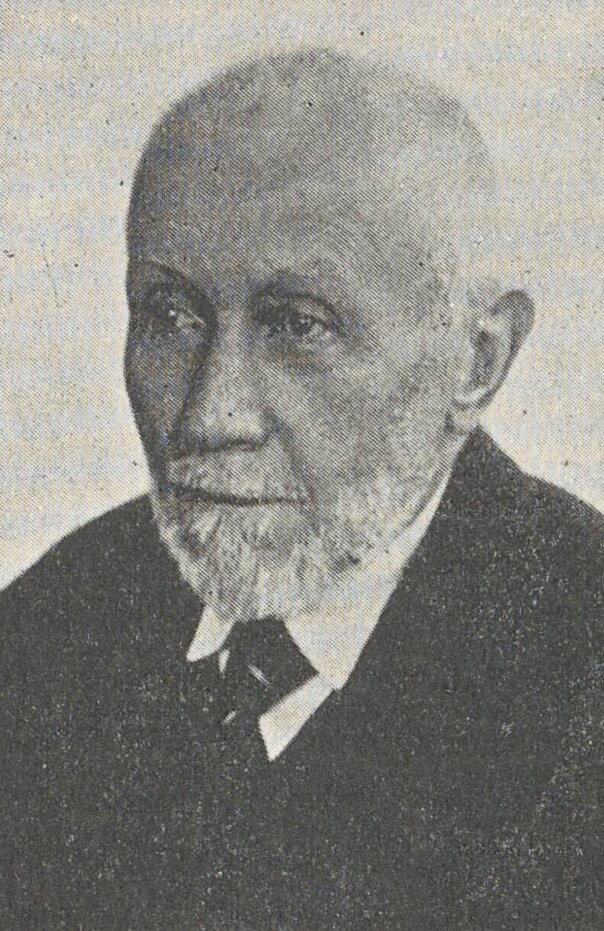
Bernard Chrzanowski (ca. 1936)

Bernard (von) Chrzanowski (* 27. Juli 1861 in Wojnowice, Kreis Grätz, Provinz Posen; † 12. Dezember 1944 in Konstancin) war ein polnischer Rechtsanwalt und Politiker im Deutschen Kaiserreich und der Zweiten Polnischen Republik. Er war von 1901 bis 1909 Mitglied des Deutschen Reichstags und von 1935 bis 1939 polnischer Senator.

## Leben
Chrzanowski besuchte das Mariengymnasium in Posen und die Universitäten in Krakau und Berlin. Ab 1885 war er erst Rechtsanwalt in Sachsen und Thüringen und ab 1890 in Posen. Zudem war er von 1895 bis 1921 Präsident der polnischen Turnvereins Sokol in Großpolen. 
Ab 1900 gehörte er der von Roman Dmowski gegründeten polnisch-nationalistischen Liga Narodowa (Nationalen Liga) an, einer Organisation aus dem Spektrum der Narodowa Demokracja (Nationalen Demokratie). Von 1901 bis 1909 war Chrzanowski Mitglied des Deutschen Reichstags für den Wahlkreis Regierungsbezirk Posen 1 (Stadt- und Landkreis Posen). Er wurde 1901 bei einer Nachwahl aus Anlass des Todes von Stanislaus Motty gewählt und bei den regulären Reichstagswahlen 1903 und 1907 bestätigt. Er saß in der Polnischen Fraktion. Von 1909 bis 1919 war er Vorsitzender der Demokratisch-Nationalen Gesellschaft in Posen. 
Nach der Wiedererlangung der Unabhängigkeit Polens wurde er 1919 Unterstaatssekretär im Ministerium für die ehemals preußischen Gebiete. Von 1922 bis 1928 war er Kurator der Schulbehörde von Posen. 1935 wurde er polnischer Senator. Weiter war er auch in der Pfadfinderbewegung aktiv.